# Rübezahl und der Sackpfeifer von Neisse
Rübezahl und der Sackpfeifer von Neisse ist eine phantastisch-romantische Oper in vier Aufzügen, Op. 36, von Hans Sommer (Musik) mit einem Libretto von Eberhard König. Die Uraufführung fand am 15. April 1904 im Hoftheater Braunschweig statt.

## Handlung
In Leo Melitz’ Führer durch die Oper von 1906 ist der Inhalt folgendermaßen wiedergegeben:

### Erster Akt
Widos Malerwerkstatt
Buko herrscht tyrannisch in Neisse. An der Spitze der Bürger, welche die Stadt befreien wollen, steht der Maler Wido. Er liebt aber Gertrud, des Vogtes liebliche Pflegetochter, und sein Herz steht im Kampf mit der Pflicht. In seiner Not ruft er den Berggeist an, und im Gewand eines Sackpfeifers naht ihm Rübezahl, prüft ihn und verspricht seine Hilfe, die jedoch, wie er schmunzelnd für sich beschließt, anders ausfallen soll, als die Sterblichen da erwarten, dafür soll seine Zauberpfeife sorgen, bei deren Klang tanzen müssen Weib und Mann. „Nur wer da echt und ganz – spottet dem Zaubertanz.“

### Zweiter Akt
Platz vor dem Rathaus
Zu dem aufgereizten Volk kommt Wido mit den kräftigen Gebirgsleuten (Rübezahls Geschöpfen). Der Berggeist sitzt freundlich rauchend nebenbei und beobachtet die Vorgänge. Er spottet Wido aus und fordert ihn auf, der Sache ihren Lauf zu lassen, lieber ruhig bei seiner Kunst zu bleiben. Wido aber beginnt mit den Bürgern den Sturm auf Bukos Haus. Als man aber die heraustretende Gertrud angreift, stellt sich Wido schützend vor die Geliebte. Die Menge will sich jetzt gegen ihn wenden, da greift Rübezahl zu seiner Pfeife, spielt auf, und alle erfasst der Zauber, tanzend folgen sie dem Sackpfeifer, nur Wido und Gertrud sind von dem Zauber unberührt geblieben, und Wido erkennt jetzt die wahren Absichten des ihm gut gesinnten Berggeistes.

### Dritter Akt
Innenraum in der Stadtvogtei
Rübezahl warnt Buko in halb scherzhafter, halb grausiger Art, erklärt Wido für seinen Sohn und fordert Gertrud für ihn zur Frau. Buko wütet und lässt den Sackpfeifer fesseln. Lachend lässt sich Rübezahl abführen. Als nun auch Gertrud kommt und sich für Wido erklärt, verstößt Buko sein Pflegekind. Diener bringen die Nachricht, dass der Sackpfeifer tot im Kerker liege. Da fasst Buko den Plan, Wido als Zauberer verbrennen zu lassen und die Bürger glauben zu machen, er habe die Stadt von bösen Zauberkünsten befreit, um so seine Macht neu zu stärken.

### Vierter Akt
Mondschein, Armensünder-Friedhof, dahinter der „ehrliche“ Friedhof
An dem Grabe des verscharrten Sackpfeifers trifft Buko mit Wido zusammen. Die wankelmütige Menge hat sich für den Vogt erklärt und will den Maler als Zauberer verbrennen. Umsonst fleht Gertrud ihren Pflegevater an, da legt sich Rübezahl noch einmal ins Mittel. Vor den aus den Gräbern aufsteigenden Toten sinkt Buko zusammen. Der Berggeist gibt der Stadt ein neues Oberhaupt, die Liebenden werden vereinigt, und Rübezahl kehrt in seine Berge zurück.

## Gestaltung
Hans Sommers Rübezahl und der Sackpfeifer von Neisse zählt wie einige der Werke von Siegfried Wagner, Hans Pfitzner, Engelbert Humperdinck oder Richard Strauss’ frühe Opern Guntram und Feuersnot zum Typus der „Konversationsopern“. Der Musikwissenschaftler Jürgen Schaarwächter bemerkte, dass die Qualitäten der Oper „mehr in der Art der Melodieführung der Komposition denn in ihrer Harmonik“ liegen und dass Sommer zwar auf Wagner aufbaue, aber doch „eine ganz eigene Art nachromantischer ‚musikalische Prosa‘“ vorführe, „die selbst bei Max Reger nicht in derart klarer Ausprägung aufzufinden“ sei. Der „epische Gestus“ baue auf Wagner auf. Eine klangliche Besonderheit seien auf der Ganztonleiter basierende Harmonien wie der übermäßige Dreiklang, den Sommer oft reihenartig ohne dazwischenliegende Auflösungsakkorde anwende.:11–12

## Werkgeschichte

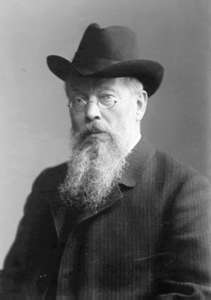
Hans Sommer

Die Uraufführung am 15. April 1904 im Hoftheater Braunschweig war ein großer Erfolg. Im folgenden Jahr leitete der mit Sommer befreundete Richard Strauss ebenfalls mit Erfolg eine Produktion in Berlin. Außerdem fanden 1905 Vorstellungen unter Rudolf Krzyzanowski in Weimar statt. Anschließend geriet das Werk in Vergessenheit, obwohl Hans Sommer teils mithilfe von Richard Strauss zumindest 1908 und 1919 Versuche unternahm, die Oper wieder auf die Bühne zu bringen und Strauss Dirigenten wie Max von Schillings oder noch am 27. April 1945 Karl Böhm brieflich zu einer Wiederaufführung riet. Erst 2016 wurde Sommers Oper vom Theater Altenburg Gera (damals: Theater&Philharmonie Thüringen) wieder ins Programm genommen (Musikalische Leitung: Laurent Wagner, Inszenierung: Kay Kuntze, Ausstattung: Duncan Hayler). Ein Mitschnitt wurde von Deutschlandradio Kultur und in Teilen vom  MDR gesendet und auf CD herausgegeben. Die CD war im Frühjahr 2017 für den Preis der deutschen Schallplattenkritik nominiert. In Gera erlebte das Werk erstmals eine Aufführung der ungekürzten Fassung. Zu Lebzeiten war es nur in teils stark gekürzten Fassungen gespielt worden. So fehlte bei der Uraufführungsserie in Braunschweig der Schluss des ersten Akts, da der Chor die verlangten A-capella-Passagen nicht beherrschte; in den Aufführungen in Berlin und wohl auch in Weimar wurde das Werk zumindest mit dem weggestrichenen Schluss des dritten Akts und einer gekürzten Fassung des vierten Akts gespielt – Kürzungen, die zwar in Berlin vom Intendanten Georg von Hülsen angeordnet wurden, die aber wohl auch Richard Strauss als musikalisch Verantwortlicher der Aufführungen in Berlin zumindest teilweise befürwortete, wie aus Hans Sommers Lebenserinnerungen hervorgeht. Hans Sommers sture Haltung als Urheberrechtspionier gegenüber Musikverlagen, die dazu führte, dass er alle seine Bühnenwerke im Selbstverlag herausgab und nur in Kleinauflage im Leipziger Kommissionsverlag C. F. Leede drucken ließ, erschwerte die Verbreitung seiner Bühnenwerke beträchtlich.

## Aufnahmen
- 2016 – Laurent Wagner (Dirigent), Philharmonisches Orchester Altenburg-Gera, Opernchor von Theater&Philharmonie Thüringen.
 Magnus Piontek (Rübezahl), Johannes Beck (Buko), Anne Preuß (Gertrud), Merja Mäkelä (Brigitte), Alexander Voigt (Diener Bukos/Stäblein), Xiangnan Yao (Wachthabender), Hans-Georg Priese (Wido), Jueun Jeon (Bernhard Kraft), Kai Wefer (Kettner/Totengräber/Nachtwächter).
 Live aus dem Konzertsaal der Bühnen der Stadt Gera.
 PanClassics PC 10367 (3 CDs mit Libretto).[2]